# Ideopsis vulgaris
Ideopsis vulgaris är en fjärilsart som beskrevs av Butler 1874. Ideopsis vulgaris ingår i släktet Ideopsis och familjen praktfjärilar. IUCN kategoriserar arten globalt som livskraftig. Inga underarter finns listade i Catalogue of Life.

## Bildgalleri

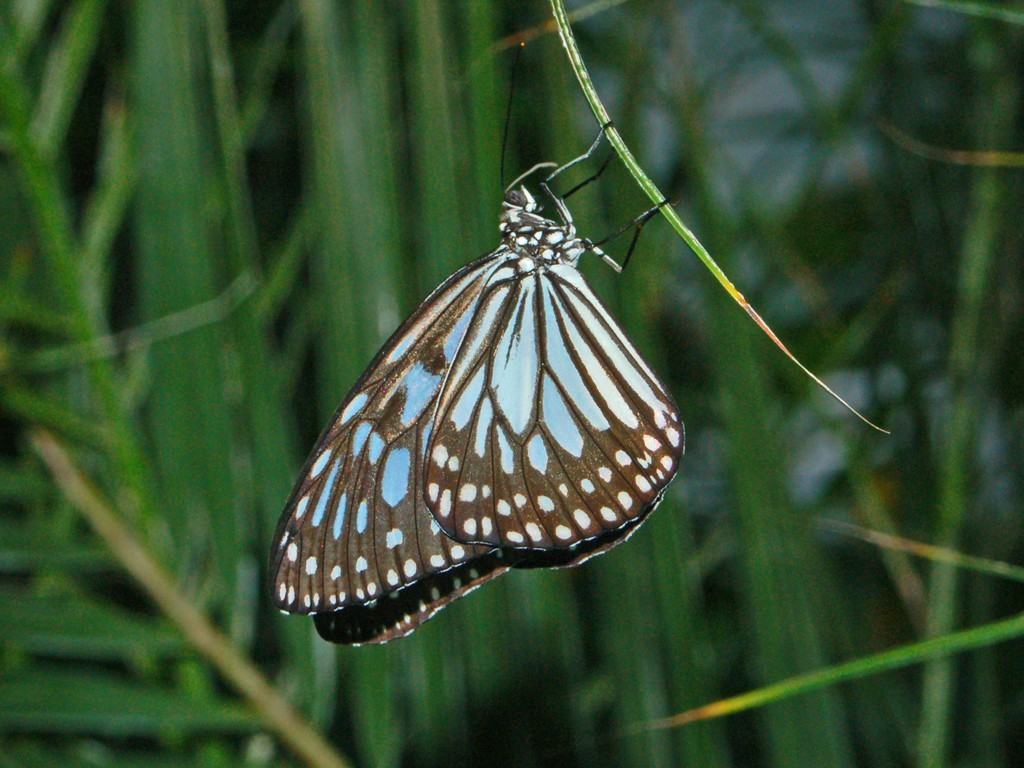